# Российский государственный архив научно-технической документации
Российский государственный архив научно-технической документации (РГАНТД) — федеральный архив, который осуществляет хранение научно-технической документации советского и постсоветского времени, которая образовалась в результате деятельности российских организаций союзного и федерального подчинения (кроме учреждений Москвы, Санкт-Петербурга и Ленинградской области). Кроме того, архив хранит научно-исследовательскую, конструкторскую, проектную документацию дореволюционного периода, отложившуюся в организациях профиля РГАНТД.

## История создания
В 1961 году в Москве был создан Центральный государственный архив народного хозяйства СССР (ЦГАНХ СССР). 
ЦГАНТД СССР
Постановлением № 431 Совета Министров СССР от 21 мая 1964 года «О централизации хранения научно-технической документации и об организации широкого использования её» был создан Центральный государственный архив научно-технической документации СССР (ЦГАНТД СССР). Данным постановлением Совету Министров РСФСР поручалось обеспечить строительство в 1965-1967 гг. в г. Куйбышеве комплекса зданий для ЦГАНТД СССР. На время строительства деятельность архива была развернута в г. Москве.
В Куйбышеве архив начал работать в ноябре 1976 года после приёмки в эксплуатацию первой очереди зданий нового архива. После начала функционирования в 1977 году основного комплекса зданий в Куйбышеве отделы комплектования в Москве получили статус московских территориальных отделов ЦГАНТД СССР.
В 1974 году в результате обращения ученых, специалистов и общественности был создан Центр государственного хранения космической документации (ЦКД).
В 1987 г. московские территориальные отделы ЦГАНТД СССР были включены в состав ЦГА СССР (Особый архив). В 1991 году на базе этих отделов был создан филиал ЦГАНТД в Москве. 
В июне 1991 года был образован Отдел спецфондов для работы с открытой и закрытой документацией организаций оборонных ведомств и закрытой документацией (1-ми отделами) открытых организаций-источников комплектования ЦГАНТД СССР в Москве и Московской области. До образования отдела работа с оборонными организациями не носила целенаправленного и планового характера.
В 1992 году ЦГАНТД был переименован в Российский государственный научно-технический архив (РГНТА) с филиалом в Москве.
НИЦТД (РНИЦКД)
Приказом № 135а ГАУ СССР от 12 сентября 1974 года был создан Научно-исследовательский центр технической документации СССР (НИЦТД СССР). У Центра было два названия — открытое (НИЦТД СССР) и закрытое (ЦГХКД СССР — Центр государственного хранения космической документации СССР/ЦКД СССР — Центр космической документации).
В 1977 году образован отдел комплектования и экспертизы ценности документов (научно-исследовательский отдел № 10), занимавшийся разработкой теоретических и прикладных вопросов экспертизы ценности и комплектования НИЦТД СССР научно-технической документацией, кинофотофонодокументацией, телеметрической документацией, видеофонограммами, документами, созданными средствами вычислительной техники (машиночитаемыми документами), документами из личных архивов ученых и специалистов космической отрасли, а также оказывавший методическую помощь источникам комплектования. В составе отдела действовали сектор научно-технической документации, сектор кинофотодокументов, сектор фонодокументов и телеметрии.
24 августа 1990 года ГАУ СССР переименовал НИЦТД СССР в НИЦКД СССР на основании Постановления Совмина СССР от 21 марта 1989 года, отменившего систему присвоения учреждениям и организациям двух наименований (открытого и закрытого).
24 июня 1992 года НИЦКД СССР был преобразован в Российский научно-исследовательский центр космической документации (РНИЦКД).
Начиная с 1992 года отдел комплектования и экспертизы ценности документов (отдел № 10) и отдел инициативного документирования истории космонавтики объединялись в отдел научной экспертизы и комплектования, состоящий из трёх секторов: комплектования документами организаций, личных архивов и инициативного документирования.
РНИЦКД формировал свои фонды документами организаций-участников космической деятельности, документами космической тематики организаций средств массовой информации, личными архивами специалистов по ракетно-космической технике, космонавтов, воспоминаниями деятелей науки и техники.
РГАНТД
Постановлением № 575 Правительства РФ от 9 июня 1995 года РНИЦКД и РГНТА в Самаре с филиалом в Москве объединены  в Российский государственный архив научно-технической документации в г. Москве с филиалом в г. Самаре (РГАНТД). В 2016 года филиал РГАНТД в Самаре упразднён, а на его базе образован Российский государственный архив в Самаре. Таким образом произошло объединение подразделений комплектования в рамках новообразованного РГАНТД. Архив в Самаре остается основным хранилищем научно-технической документации, после реорганизации сюда были переданы некоторые фонды из бывшего московского отделения РГНТА. 
В состав РГАНТД в 1998 году вошла Лаборатории микрофильмирования и реставрации документов федеральных архивов.
С 1995 по 2013 год направление комплектования в РГАНТД было распределено между отделами, осуществлявшими взаимодействие с государственными учреждениями, гражданскими и оборонными организациями, деятелями науки и техники. Лишь в 2013 году была окончательно определена структура отдела комплектования. С 2013 года отдел комплектования состоит из следующих групп:
- группы по работе с учреждениями гражданских отраслей экономики;
- группы по работе с учреждениями оборонно-промышленного комплекса;
- группы личных фондов и инициативного документирования.

В результате реорганизации РГАНТД расширил профиль своего комплектования до всей научно-технической документации (20 отраслей народного хозяйства страны), включая документы предприятий Госкомоборонпрома. 
Теперь архив комплектуется документами от научно-технических организаций как гражданского, так и военного профиля, государственной и других форм собственности, сохранив за собой приоритет в комплектовании поливидового комплекса документов по истории отечественной космонавтики. Специалисты отдела комплектования взаимодействуют с 496 организациями-источниками комплектования РГАНТД различной отраслевой направленности: атомной энергетики, машиностроения, транспорта, сельского и лесного хозяйства, здравоохранения, легкой промышленности, радиопромышленности, ракетно-космической промышленности и т.д.
Комплекс зданий архива состоит из 5-этажного корпуса архивохранилищ общей площадью 2,5 тыс. кв. м., производственно-административного 11-этажного корпуса и производственного корпуса Лаборатории микрофильмирования и реставрации документов (ЛМРД).
РГАНТД располагает специализированными хранилищами, оборудованными специальными шкафами и стеллажами (для документов на плёночных носителях), автоматическими системами регулирования температурно-влажностного режима, охранной и пожарной сигнализацией.

## Информация о документах
Основными направлениями деятельности архива являются:
1. Комплектование архива документами организаций оборонного комплекса и гражданских отраслей экономики; документами личных архивов деятелей науки и техники и документами, созданными специалистами архива в порядке инициативного документирования воспоминаний ветеранов космической отрасли, событий и фактов, отражающих развитие космонавтики  в России.
2. Государственный учёт и хранение документов.
3. Создание и ведение научно-справочного аппарата к документам архива и внедрение автоматизированных архивных технологий.
4. Научное использование и публикация документов архива.
5. Обеспечение физико-химической сохранности документов архива.
6. Микрофильмирование и реставрация документов федеральных архивов, расположенных в г. Москве.

В фондах архива сосредоточены документы различных видов (отчёты о законченных научно-исследовательских и опытно-конструкторских разработках, кино-, фото-, фоно-, видео- и телеметрические документы), позволяющие наглядно проследить путь отечественной космонавтики за период с 1930-х годов по настоящее время: историю её становления и развития, основные направления  отечественной космической программы и этапы практического освоения космоса с помощью автоматических космических аппаратов, пилотируемых космических кораблей и орбитальных станций.
К концу 2012 г. в архивохранилищах РГАНТД (г. Москва) находится более 580 тыс. единиц хранения документов, отражающих деятельность свыше 500 организаций, входящих в космический, оборонный и научно-технический комплекс страны, и частных лиц.